# 銀座一丁目站
銀座一丁目站（日语：／ Ginza-itchome eki */?）是位於日本東京都中央區銀座一丁目，屬於東京地下鐵有樂町線的鐵路車站。車站編號是Y 19。

## 歷史
- 1974年（昭和49年）10月30日：營團地下鐵有樂町線銀座一丁目站開業，當時為終點站。
- 1980年（昭和55年）3月27日：有樂町線新富町站開業，為途中站。
- 2004年（平成16年）4月1日：營團地下鐵民營化，為東京地下鐵之車站[3]。
- 2007年（平成19年）3月18日：啟用IC卡「PASMO」[4]。
- 2012年（平成24年）4月14日：啟用月台閘門[5]。
- 2020年（令和2年）6月6日：與東京地下鐵銀座線、丸之內線、日比谷線銀座站開始轉乘業務[6]。

## 車站構造
位於銀座柳通下方、中央通與外堀通之間。
受地面路窄影響，採用側式月台1面1線的上下2層構造。剪票口在地下2樓，1號線月台（新木場方向）在地下3樓，2號線月台（和光市方向）在地下4樓。月台皆在列車行進方面的右側。地下2樓往各月台的階梯、電扶梯、電梯皆為獨立設置，因此從地下2樓可不通過1號線月台（地下3樓）前往2號線月台（地下4樓）。有樂町線內的麴町站也有類似構造，但本站1號線月台與2號線月台之間有樓梯連通。
銀座線雖從本站上方通過，但未設站。銀座線銀座站距離本站約300公尺以上，但面對中央通的銀座站松屋前A13出入口與銀座一丁目站MELSA前9號出入口距離不到200公尺。另外，本站與西鄰的有樂町站僅以外堀通相隔，有樂町站D9出入口與銀座一丁目站1號出入口距離僅70公尺。
本站在開業當時就與中野坂上站、惠比壽站一同設置自動驗票閘門。當時的有樂町線全車站皆販售磁氣券，但終點站銀座一丁目站與池袋站常發生乘客誤將其他路線的一般非磁氣乘車券投入自動驗票閘門，因此幾年後全面撤除，直到1990年才重新設置。另外，2006年4月28日以前，本站設有定期券售票處。

### 月台配置
| 月台 | 路線     | 目的地                           | 備註 |
| ---- | -------- | -------------------------------- | --- |
| 1    | 有樂町線 | 月島、新木場方向                 | |
| 2    | 有樂町線 | 池袋、和光市、森林公園、飯能方向 | 和光市站直通 東武東上線（直通至森林公園站）、或 小竹向原站直通 西武池袋線（經 西武有樂町線直通至飯能站） |

（來源：東京地下鐵:構內圖 （页面存档备份，存于））
本站最初是有樂町線的終點站，當時在尖峰時刻為兩月台交戶發車，其他時段僅使用1號線。列車要轉線時必須使用有樂町站東側的剪式橫渡線。

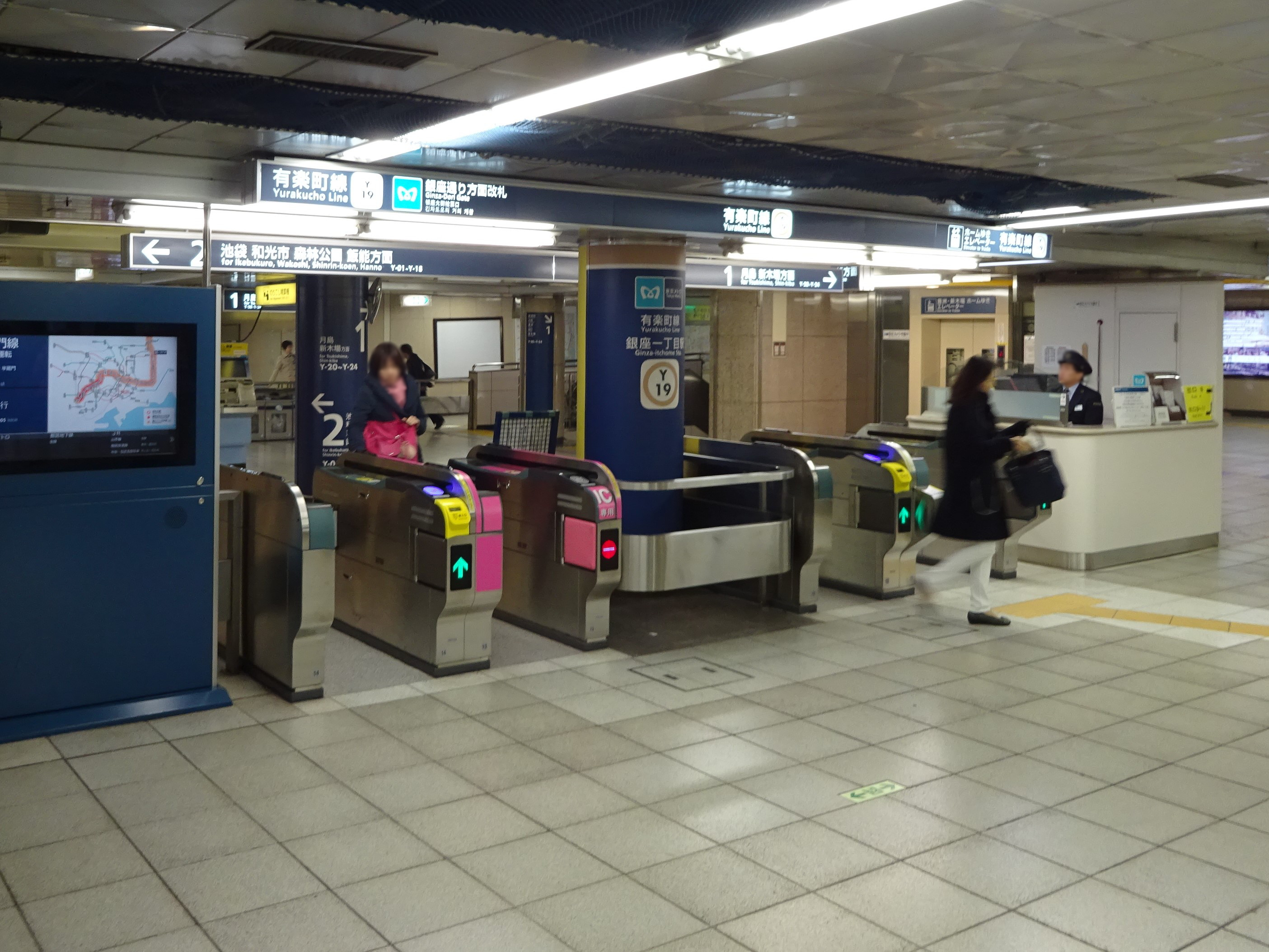
銀座通方向剪票口（2017年2月11日）
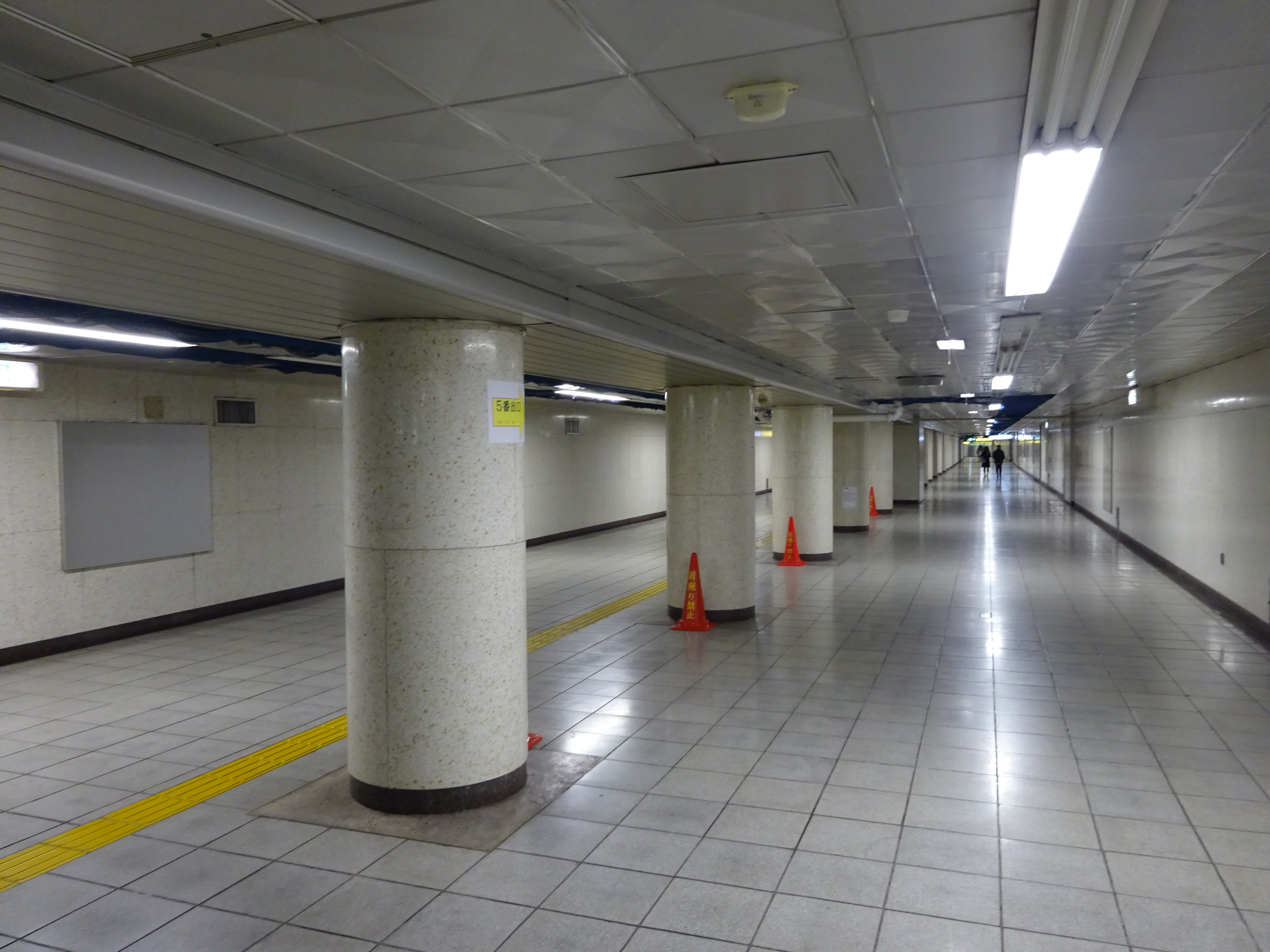
地下1樓大廳（2017年2月11日）
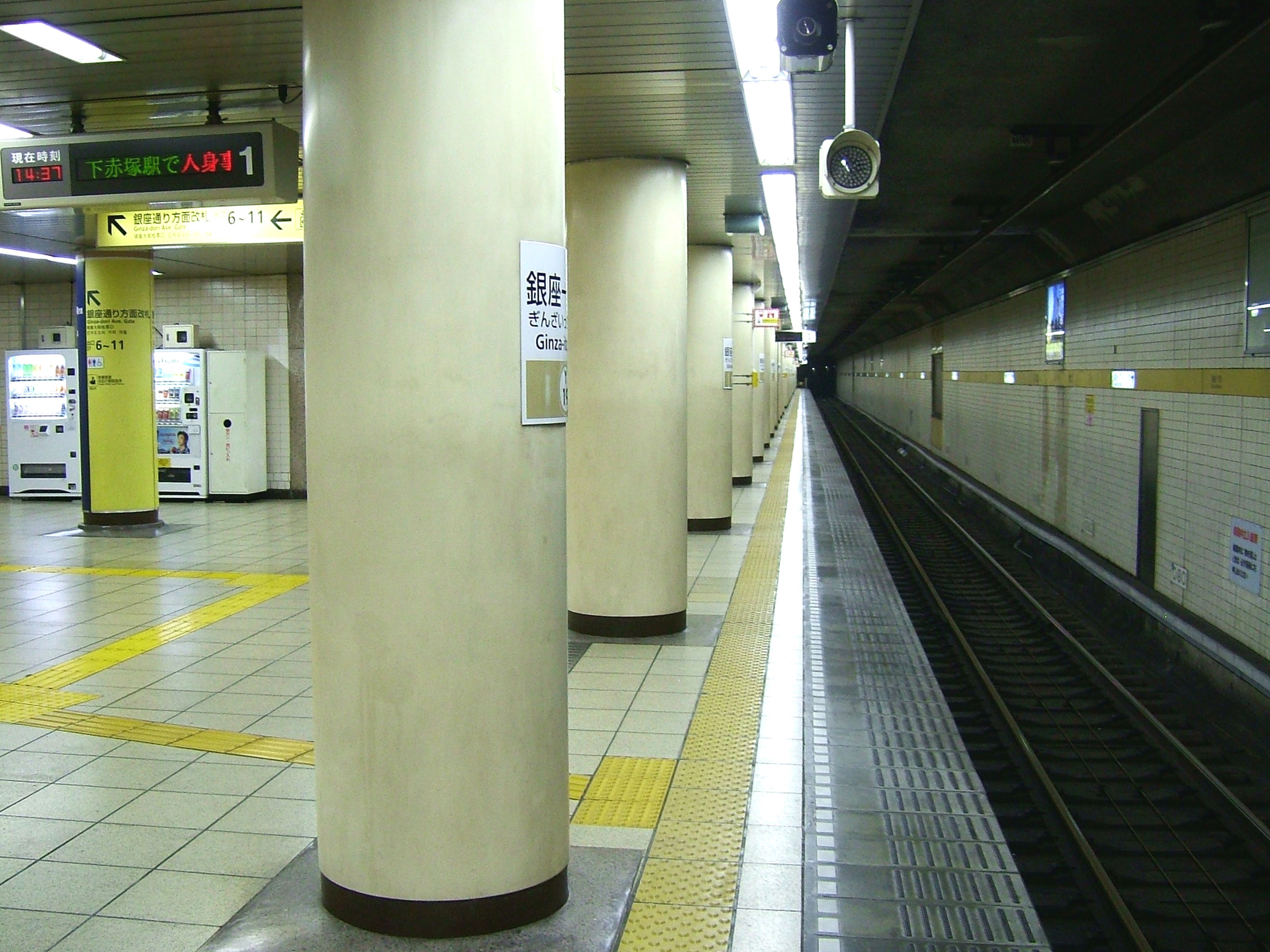
1號線月台（2008年5月21日）

## 利用狀況
2017年度1日平均上下車人次為37,248人，在東京地下鐵全部130個車站當中排名第97位。
近年1日平均上下車、上車人次變化如下表。
| 年度               | 1日平均 上下車人次 | 1日平均 上車人次 | 來源     |
| ------------------ | ------------------ | ---------------- | -------- |
| 1992年（平成04年） |                    | 20,019           | [ * 1 ]  |
| 1993年（平成05年） |                    | 19,408           | [ * 2 ]  |
| 1994年（平成06年） |                    | 18,660           | [ * 3 ]  |
| 1995年（平成07年） |                    | 18,309           | [ * 4 ]  |
| 1996年（平成08年） |                    | 18,241           | [ * 5 ]  |
| 1997年（平成09年） |                    | 18,044           | [ * 6 ]  |
| 1998年（平成10年） |                    | 18,145           | [ * 7 ]  |
| 1999年（平成11年） |                    | 17,410           | [ * 8 ]  |
| 2000年（平成12年） |                    | 17,337           | [ * 9 ]  |
| 2001年（平成13年） |                    | 17,392           | [ * 10 ] |
| 2002年（平成14年） |                    | 17,268           | [ * 11 ] |
| 2003年（平成15年） | 35,051             | 17,158           | [ * 12 ] |
| 2004年（平成16年） | 35,546             | 17,321           | [ * 13 ] |
| 2005年（平成17年） | 36,425             | 17,616           | [ * 14 ] |
| 2006年（平成18年） | 37,263             | 17,986           | [ * 15 ] |
| 2007年（平成19年） | 37,502             | 18,415           | [ * 16 ] |
| 2008年（平成20年） | 35,982             | 17,671           | [ * 17 ] |
| 2009年（平成21年） | 35,099             | 17,299           | [ * 18 ] |
| 2010年（平成22年） | 34,703             | 17,109           | [ * 19 ] |
| 2011年（平成23年） | 33,658             | 16,556           | [ * 20 ] |
| 2012年（平成24年） | 33,836             | 16,543           | [ * 21 ] |
| 2013年（平成25年） | 34,332             | 16,825           | [ * 22 ] |
| 2014年（平成26年） | 35,170             | 17,181           | [ * 23 ] |
| 2015年（平成27年） | 36,708             | 17,948           | [ * 24 ] |
| 2016年（平成28年） | 37,248             | 18,233           | [ * 25 ] |
| 2017年（平成29年） | 38,754             |                  |          |

## 車站周邊
- 東京站 - 東日本旅客鐵道（JR東日本）東北新幹線、京葉線等、東海旅客鐵道（JR東海）東海道新幹線
- 有樂町站 - 東京地下鐵有楽町線、東日本旅客鐵道（JR東日本）山手線、京濱東北線
- 銀座站 - 東京地下鐵銀座線、丸之內線、日比谷線
- 京橋站 - 東京地下鐵銀座線
- 銀座柳通
- 國道15號（中央通）
- 東京都道405號外濠環狀線（外堀通）
- 銀座通郵便局
- MELSA Ginza-2（日语：メルサ）
- 伊東屋（日语：伊東屋）銀座本店
- 西銀座百貨（日语：西銀座デパート）
- 銀座INZ（銀座インズ）
- 銀座蒙特利酒店（日语：ホテルモントレ）
- 銀座蒙特利拉蘇瑞酒店
- 國際興業（日语：国際興業）本社
- 警察博物館
- 東京交通會館
- 有樂町中心大廈（日语：有楽町センタービル）（有樂町MULLION）
  - LUMINE有樂町
  - 阪急MEN'S TOKYO
- 有樂町ITOCiA（日语：有楽町イトシア）
  - 有樂町丸井
- PRINTEMPS銀座（日语：プランタン銀座）
- 松屋銀座
- 銀座三越
- 銀座和光

## 相鄰車站
東京地下鐵
 有樂町線
有樂町（Y 18）－銀座一丁目（Y 19）－新富町（Y 20）

### 來源
東京都統計年鑑
1. ↑  .   [2017-05-03]. （原始内容存档于2013-08-15）.
2. ↑  .   [2017-05-03]. （原始内容存档于2013-02-03）.
3. ↑  .   [2017-05-03]. （原始内容存档于2013-02-03）.
4. ↑  .   [2017-05-03]. （原始内容存档于2013-02-03）.
5. ↑  .   [2017-05-03]. （原始内容存档于2013-02-03）.
6. ↑  .   [2017-05-03]. （原始内容存档于2016-03-04）.
7. ↑  東京都統計年鑑（平成10年）PDF
8. ↑  東京都統計年鑑（平成11年）PDF
9. ↑  .   [2017-05-03]. （原始内容存档于2016-03-04）.
10. ↑  .   [2017-05-03]. （原始内容存档于2016-03-04）.
11. ↑  .   [2017-05-03]. （原始内容存档于2017-07-29）.
12. ↑  .   [2017-05-03]. （原始内容存档于2017-07-29）.
13. ↑  .   [2017-05-03]. （原始内容存档于2017-07-29）.
14. ↑  .   [2017-05-03]. （原始内容存档于2017-07-29）.
15. ↑  .   [2017-05-03]. （原始内容存档于2017-07-29）.
16. ↑  .   [2017-05-03]. （原始内容存档于2017-07-29）.
17. ↑  .   [2017-05-03]. （原始内容存档于2017-07-29）.
18. ↑  .   [2017-05-03]. （原始内容存档于2016-03-26）.
19. ↑  .   [2017-05-03]. （原始内容存档于2016-03-27）.
20. ↑  .   [2017-05-03]. （原始内容存档于2016-03-25）.
21. ↑  .   [2017-05-03]. （原始内容存档于2016-03-27）.
22. ↑  .   [2017-05-03]. （原始内容存档于2016-03-22）.
23. ↑  .   [2017-05-03]. （原始内容存档于2017-07-30）.
24. ↑  .   [2019-01-11]. （原始内容存档于2018-11-09）.
25. ↑  .   [2019-01-11]. （原始内容存档于2019-05-02）.

## 外部連結
- 銀座一丁目/Y19 | 路線・車站資訊 | 東京地下鐵